# Mémorandum présidentiel
Un mémorandum présidentiel, en anglais : presidential memorandum, du latin : memorare, signifiant "se rappeler", est un type de directive émise par le président des États-Unis afin de gérer et de régir les actions, les pratiques et les politiques des différents départements et agences relevant du pouvoir exécutif du gouvernement américain. Elle a force de loi et est généralement utilisée pour déléguer des tâches, ordonner à des agences gouvernementales spécifiques d'agir ou lancer un processus réglementaire. Il existe trois types de mémorandums présidentiels : la décision présidentielle ou la conclusion présidentielle, le mémorandum de désapprobation et le mémorandum exhortatif.
Parfois utilisés de manière interchangeable, les décrets présidentiels constituent une forme plus prestigieuse d'action exécutive qui doit citer l'autorité constitutionnelle ou légale spécifique dont dispose le président pour les utiliser. Contrairement aux décrets présidentiels, les mémorandums ne sont pas tenus par la loi d'être publiés au Federal Register, le journal officiel du gouvernement fédéral des États-Unis, mais leur publication est nécessaire pour qu'ils aient une « applicabilité générale et un effet juridique ». Le Federal Register accorde la priorité de publication aux décrets et aux proclamations présidentielles par rapport aux mémorandums. Les mémorandums peuvent être modifiés ou abrogés par des décrets ou par un autre mémorandum, mais les décrets ont préséance sur le plan juridique et ne peuvent être modifiés par un mémorandum.